# Ceratostylis sarcostomatoides
Ceratostylis sarcostomatoides är en orkidéart som beskrevs av Johannes Jacobus Smith. Ceratostylis sarcostomatoides ingår i släktet Ceratostylis och familjen orkidéer. Inga underarter finns listade i Catalogue of Life.